# La La La (singel LMFAO)
La La La – drugi singiel amerykańskiego zespołu LMFAO wydany w formacie digital download, pochodzący z albumu Party Rock i pokazany po raz pierwszy na antenach 15 września 2009. Twórcą tekstu i producentem singla jest S.A. Gordy i S.K. Gordy,
Utwór zdobył średnią popularność w porównaniu do poprzedniego singla „I'm in Miami Bitch” docierając do pięćdziesiątego piątego miejsca Billboard Hot 100. Teledysk do singla został wydany przez wytwórnię Universal Music 20 sierpnia 2009.

## Muzyka
Utwór jest szybką piosenką, która ma wyraźne cechy electropopu, dance i synth popu lat 80. Muzyka składa się w dużym stopniu z syntezatorów oraz z automatycznego dostrojenia podczas refrenu.

## Pozycje na listach
| Lista (2009)                     | Najwyższa pozycja |
| -------------------------------- | ----------------- |
| U.S. Billboard Hot 100           | 55                |
| U.S. Billboard Rap Songs         | 20                |
| U.S. Billboard Pop Songs         | 38                |
| U.S. Billboard Heatseekers Songs | 1                 |